# 希德-施瓦伦贝格
希德-施瓦伦贝格（發音：[ˈʃiːdɐ ˈʃvaːlənˌbɛʁk] ⓘ）是德国北莱茵-威斯特法伦州代特莫尔德行政区利珀县的城市，面积60.04平方千米，2023年12月31日人口为8,276人。